# District de Rubavu
 (mai 2025).
Si vous disposez d'ouvrages ou d'articles de référence ou si vous connaissez des sites web de qualité traitant du thème abordé ici, merci de compléter l'article en donnant les références utiles à sa vérifiabilité et en les liant à la section « Notes et références ».
Le district de Rubavu est l'un des cinq districts de la province de l'Ouest du Rwanda. Son chef-lieu est la ville de Gisenyi.

## Géographie

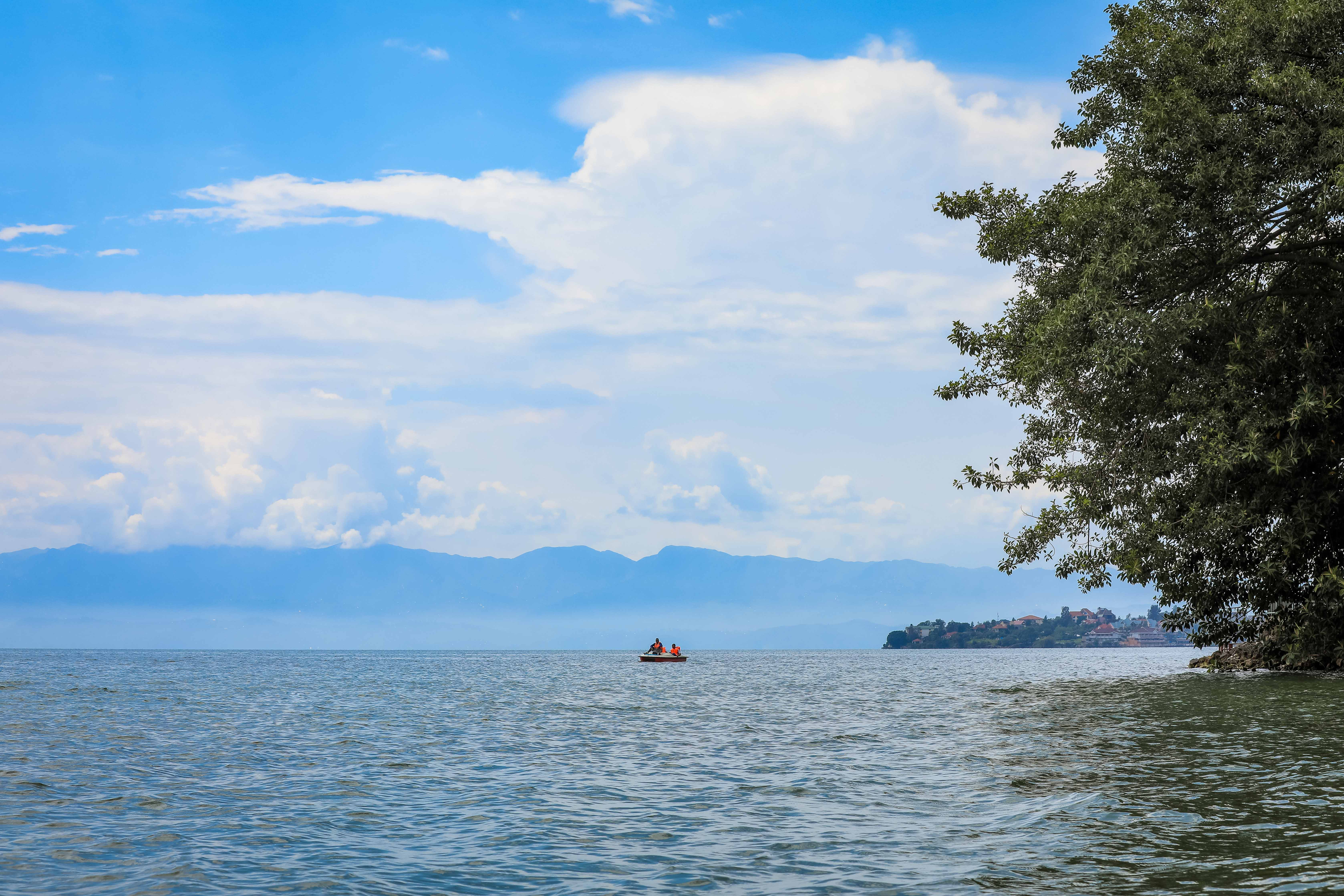
Le lac Kivu dans le district de Rubavu.

Ce district a pour chef-lieu la ville de Gisenyi, sa superficie est de 388 km2, pour 403 662 habitants (2012). Il est composé de douze secteurs. Il se situe près des rives du lac Kivu, autour de la ville de Gisenyi et juste aux côtés de la frontière congolaise qui le sépare de la ville de Goma.
Il est également proche du mont Nyiragongo, un volcan toujours actif.
- Localisation : Le district de Rubavu est situé dans le Nord-Est du Rwanda. Il jouxte avec les districts de Nyabihu et Rutsiro et possède une frontière transnationale avec la République démocratique du Congo.

### Districts voisins
|                                              | Nord-Kivu ( République démocratique du Congo) |         |
| Sud-Kivu ( République démocratique du Congo) | District de Rubavu                            | Nyabihu |
|                                              | Rutsiro                                       |         |

## Démographie

### Population par secteur

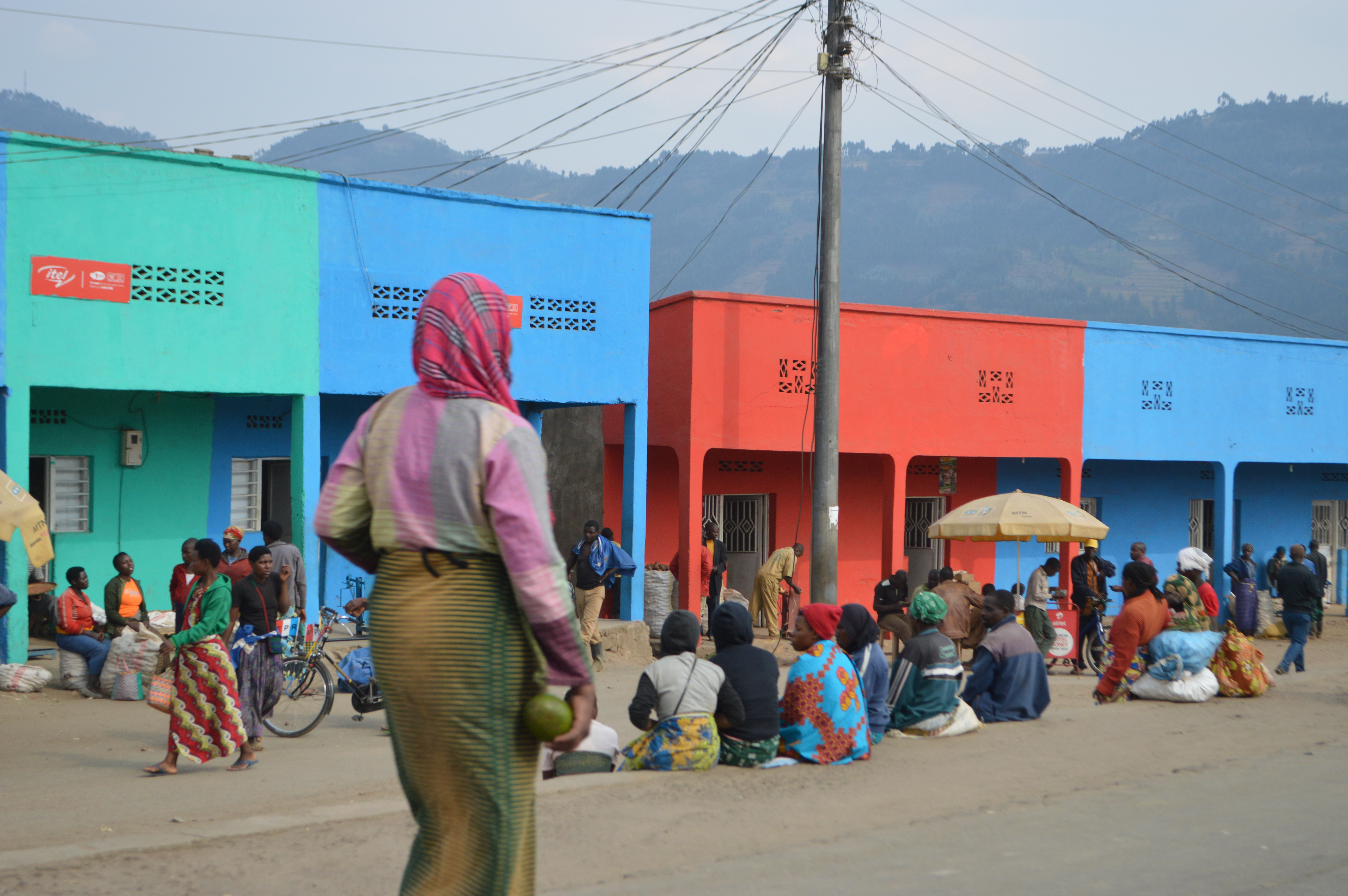
Village sur la route de Gisenyi.

| Rang | Nom du secteur     | Population municipale (2012) |
| ---- | ------------------ | ---------------------------- |
| 1    | Bugeshi            | 29 687                       |
| 2    | Busasamana         | 31 253                       |
| 3    | Cyanzarwe          | 29 615                       |
| 4    | Gisenyi            | 53 603                       |
| 5    | Kanama             | 29 220                       |
| 6    | Kanzenze           | 21 309                       |
| 7    | Mudende            | 26 031                       |
| 8    | Nyakiriba          | 30 068                       |
| 9    | Nyamyumba          | 37 491                       |
| 10   | Nyundo             | 30 417                       |
| 11   | Rubavu             | 42 394                       |
| 12   | Rugerero           | 42 574                       |
|      | District de Rubavu | 403 662                      |

## Secteurs
1. Bugeshi
2. Busasamana
3. Cyanzarwe
4. Gisenyi
5. Kanama
6. Kanzenze
7. Mudende
8. Nyakiriba
9. Nyamyumba
10. Nyundo
11. Rubavu
12. Rugerero

## Enseignement
L'École d'art de Nyundo, la seule école d'enseignement artistique du Rwanda est située dans le district.

## Couvents et monastères
La maison Saint Benoît est un couvent de bénédictines situé à Kigufi, au Rwanda.